# Erhard Bauer
Erhard Bauer (ur. 30 maja 1925, zm. 13 stycznia 1994) – piłkarz wschodnioniemiecki, występujący na pozycji obrońcy.
W 1948 z klubem SG Planitz, znanym później jako Motor Zwickau wywalczył mistrzostwo radzieckiej strefy okupacyjnej. W 1950 z tą samą drużyną występującą wówczas jako ZSG Horch Zwickau sięgnął po tytuł mistrza NRD. Z zespołem SC Wismut Karl Marx Stadt trzykrotnie zdobył mistrzostwo NRD (1956, 1957, 1959) i raz puchar tego kraju (1955). W 1954 rozegrał 3 mecze w reprezentacji Niemieckiej Republiki Demokratycznej.